# Heinz Rühmann
Heinz Wilhelm Rühmann, né le 7 mars 1902 à Essen et mort le 3 octobre 1994 à Aufkirchen en Bavière, est un réalisateur, producteur, et acteur allemand.

## Biographie
Heinz Rühmann épouse en premières noces l'actrice Maria Bernheim (nom de scène Maria Herbot) d'obédience juive. Sous la pression du parti nazi il doit en divorcer en 1938. Il a également une relation extra conjugale avec l'actrice Leny Marenbach. Il épouse ensuite l'actrice autrichienne Hertha Feiler décédée en 1970. Il épouse en troisièmes noces Hertha Droemer. 
Il meurt en 1994 à Aufkirchen, un village faisant partie de la ville de Berg, en Bavière.

## Filmographie

### Comme acteur

#### Années 1920
- 1926 : Das deutsche Mutterherz de Géza von Bolváry : Oscar
- 1927 : Das Mädchen mit den fünf Nullen de Curtis Bernhardt

#### Années 1930
- 1930 : Le Chemin du paradis (Die Drei von der Tankstelle) de Wilhelm Thiele : Hans
- 1930 : Le Cambrioleur (Einbrecher) de Hanns Schwarz : Sérigny
- 1931 : L'Homme qui cherche son assassin (Der Mann, der seinen Mörder sucht) de Robert Siodmak : Hans Herfort
- 1931 : Bombes sur Monte-Carlo (Bomben auf Monte Carlo) de Hanns Schwarz avec Käthe von Nagy : Peter Schmidt
- 1931 : Meine Frau, die Hochstaplerin -  de Kurt Gerron avec Käthe von Nagy : Peter Bergmann
- 1931 : Der brave Sünder de Fritz Kortner : Wittek
- 1932 : Der Stolz der 3. Kompanie de Fred Sauer : Gustav Diestelbeck
- 1932 : Man braucht kein Geld de Carl Boese : Heinz Schmidt
- 1932 : Es wird schon wieder besser de Kurt Gerron : Ingenieur Fred Holmer
- 1932 : Strich durch die Rechnung d'Alfred Zeisler : Willy Streblow - Rennfahrer
- 1933 : Ich und die Kaiserin de Friedrich Hollaender : Didier
- 1933 : Lachende Erben de Max Ophüls : Peter Frank
- 1933 : Heimkehr ins Glück de Carl Boese : Amadori
- 1933 : Drei blaue Jungs, ein blondes Mädel de Carl Boese : Kadett Heini Jäger
- 1933 : Alle machen mit (court-métrage) de Franz Wenzler
- 1933 : Es gibt nur eine Liebe de Johannes Meyer : Ballettmeister Eddy Blattner
- 1934 : Les Finances du grand-duc (Die Finanzen des Großherzogs) de Gustaf Gründgens : Pelotard
- 1934 : So ein Flegel de Robert A. Stemmle : Dr Hans Pfeiffer  /  Erich Pfeiffer
- 1934 : Pipin, der Kurze de Carl Heinz Wolff : August Pipin
- 1934 : Ein Walzer für dich de Georg Zoch : Benjamin Cortes, Komponist
- 1934 : Heinz im Mond de Robert A. Stemmle : Aristides Nessel
- 1934 : Frasquita : Hippolit
- 1935 : Der Himmel auf Erden : Peter Hilpert
- 1935 : Wer wagt - gewinnt : Paul Normann
- 1935 : Eva : Willibald Riegele
- 1935 : Der Außenseiter : Peter Bang
- 1936 : Wer zuletzt küßt... : Franz Angerer
- 1936 : Allotria : David
- 1936 : Wenn wir alle Engel wären : Christian Kempenich
- 1936 : Lumpacivagabundus : Schneidergeselle Zwirn
- 1937 : Der Mann, von dem man spricht : Toni Mathis
- 1937 : On a tué Sherlock Holmes : Macky McPherson  /  Dr Watson
- 1937 : Le mari qu'il me faut : Billy Bartlett
- 1938 : Die Umwege des schönen Karl : Karl Kramer - Kellner
- 1938 : Fünf Millionen suchen einen Erben : Peter Pett / Patrick Pett
- 1938 : Le Mystère de la treizième chaise : Friseur Felix Rabe
- 1938 : Nanu, Sie kennen Korff noch nicht? : Niels Korff
- 1939 : Der Florentiner Hut : Theo Farina
- 1939 : Le Paradis des célibataires : Hugo Bartels, Standesbeamter
- 1939 : Hurra, ich bin Papa! : Student Peter Ohlsen

#### Années 1940
- 1940 : L'habit fait le moine : Schneidergeselle Wenzel
- 1941 : Hauptsache glücklich! : Axel Roth
- 1941 : Der Gasmann : Hermann Knittel
- 1941 : Pilote malgré lui : Otto Groschenbügel / Quax
- 1943 : Ich vertraue Dir meine Frau an : Peter Trost
- 1944 : Die Feuerzangenbowle : Dr Johannes Pfeiffer  /  Hans Pfeiffer
- 1947 : Quax in Afrika : Otto Groschenbügel, 'Quax', Fluglehrer
- 1948 : L'Homme à l'étoile changeante : Herr vom anderen Stern
- 1949 : Das Geheimnis der roten Katze : André
- 1949 : Ich mach dich glücklich : Peter Krüger

#### Années 1950
- 1952 : Das kann jedem passieren : Hugo Brinkmeyer
- 1952 : On se tirera d'affaire (de) : Dr Felix Schneider
- 1953 : Keine Angst vor großen Tieren : Emil Keller
- 1953 : Briefträger Müller : Titus Müller
- 1954 : Boulevard des plaisirs : Pittes Breuer
- 1955 : Escale à Orly : Albert Petit
- 1955 : Mon ami le clown : Teddy Lemke
- 1956 : La Tante de Charley : Dr Otto Dernburg
- 1956 : Le Capitaine de Köpenick : Wilhelm Voigt
- 1956 : Das Sonntagskind : Anton Wibbel
- 1957 : Vater sein dagegen sehr : Lutz Ventura
- 1958 : Ça s'est passé en plein jour de Ladislas Vajda : Oberleutnant Matthäi
- 1958 : Der Mann, der nicht nein sagen konnte : Thomas Träumer
- 1958 : Der Pauker : Dr Hermann Seidel
- 1958 : Der eiserne Gustav : Gustav Hartmann
- 1959 : Grand Hôtel de Gottfried Reinhardt : Carl Kringelein
- 1959 : L'Homme-miracle (Ein Mann geht durch die Wand) de Ladislas Vajda : Herr Buchsbaum

#### Années 1960
- 1960 : Der Jugendrichter : Judge Dr Ferdinand Bluhme
- 1960 : Mein Schulfreund : Ludwig Fuchs
- 1960 : Le Brave Soldat Chvéïk : Chvéïk
- 1960 : Fais ta valise Sherlock Holmes de Helmut Ashley : Pater Brown
- 1961 : Drôle de menteur (Der Lügner) de Ladislas Vajda : Sebastian Schumann
- 1962 : Max, der Taschendieb : Max Schilling
- 1962 : Er kann's nicht lassen : Father Brown
- 1963 : Meine Tochter und ich : Dr Robert Stegemann
- 1963 : Das Haus in Montevideo : Prof. Dr Traugott Hermann Nägler
- 1964 : Vorsicht Mr. Dodd! : Dr Lancelot Dodd / Dr Ivor Marmion
- 1965 : On murmure dans la ville (Dr med. Hiob Prätorius) de Kurt Hoffmann : Dr Hiob Prätorius
- 1965 : Belles d'un soir : Professeur Hellberg
- 1965 : La Nef des fous de Stanley Kramer : Lowenthal
- 1966 : Hokuspokus oder: Wie lasse ich meinen Mann verschwinden...? : Peer Bille
- 1966 : La Bourse et la Vie de Jean-Pierre Mocky : Henry Schmidt
- 1966 : Grieche sucht Griechin : Archilochos
- 1966 : Maigret fait mouche d'Alfred Weidenmann : Commissaire Maigret
- 1967 : Au diable les anges de Lucio Fulci : Cardinal Erik Braun
- 1968 : Die Ente klingelt um halb acht : Dr Alexander

#### Années 1970
- 1971 : Der Kapitän : Wilhelm Ebbs
- 1973 : Oh Jonathan, oh Jonathan! de Franz Peter Wirth : Konsul Jonathan Reynold
- 1977 : Das chinesische Wunder de Wolfgang Liebeneiner : Poliakoff
- 1977 : Gefundenes Fressen de Michael Verhoeven : Alfred Eisenhardt
- 1993 : Si loin, si proche ! de Wim Wenders : Konrad

## Filmographie (réalisateur)
- 1938 - Lauter Lügen (avec Albert Matterstock, Hertha Feiler, Fita Benkhoff, Hilde Weissner)
- 1940 - Lauter Liebe (avec Hertha Feiler, Hans Leibelt, Helmut Weiss)
- 1943 - Sophienlund (avec Hannelore Schroth, Hans Quest, Harry Liedtke)
- 1944 - Der Engel mit dem Saitenspiel (avec Hertha Feiler, Hans Söhnker, Hans Nielsen)
- 1948 - Die kupferne Hochzeit (avec Hertha Feiler, Peter Pasetti, Hans Nielsen)
- 1953 - Briefträger Müller

## Filmographie (producteur)
- 1939 - Der Florentiner Hut
- 1939 - Paradies der Junggesellen
- 1940 - Kleider machen Leute
- 1941 - Quax, der Bruchpilot
- 1941 - Hauptsache glücklich!
- 1943 - Ich vertraue Dir meine Frau an
- 1944 - Ce diable de garçon
- 1944 - Der Engel mit dem Saitenspiel
- 1947 - Quax in Afrika
- 1948 - Berliner Ballade de Robert A. Stemmle, avec Gert Fröbe, Tatjana Sais, O. E. Hasse
- 1949 - Ich mach Dich glücklich
- 1949 - Das Geheimnis der roten Katze
- 1950 - Herrliche Zeiten de Günter Neumann, Erik Ode

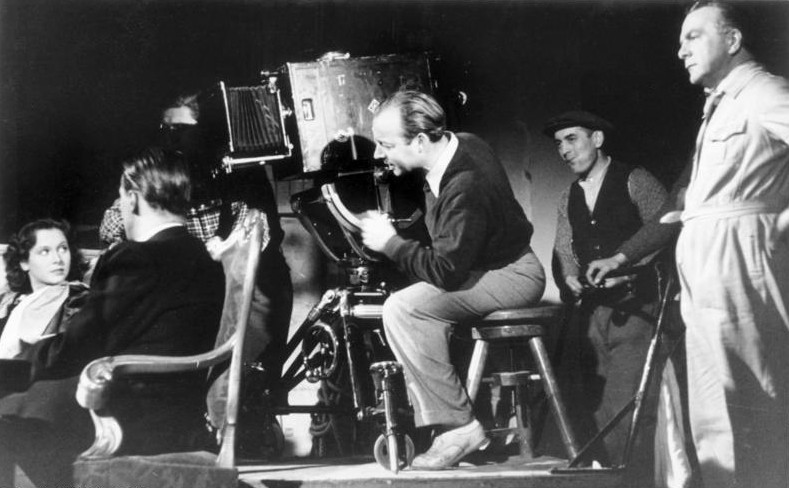
Heinz Ruehmann à la caméra en 1942

- 1953 - Briefträger Müller

## Hommage
- (15762) Rühmann, astéroïde nommé en son nom.